# Der-Ilei
Der-Ilei (fin du VIIe siècle) princesse picte, on estime qu'elle est une fille ou moins probablement une sœur de Bridei map Beli, roi des Pictes (mort en 693). Il n'y a pas de mention explicite de Der-Ilei dans les  annales irlandaise ni dans les autres sources, et son existence et sa parenté sont déduites de l'interprétation des sources subsistantes.

## Union et postérité
Der-Ilei semble avoir été l'épouse de Dargart mac Finguine (mort en 686/692), un prince du Cenél Comgaill. Leur descendance doit inclure Bruide mac Der-Ilei (mort en 706) et Nechtan mac Der-Ilei (mort 732), rois des Pictes et peut-être Comgal mac Dargarto qui meurt en 712 comme relevé dans les Annales d'Ulster.
Elle épouse également un homme nommé Drostam, la forme  hypocoristique du nom très commun Drest ou Drust, avec qui elle a un autre fils nommé Talorc ou Talorcan; Talorcan, étant également une forme  hypocoristique. Drostan et Der-Ilei doivent également être les parents  de Finguine, tué en 729 avec son propre fils Feroth, lors de la bataille de Monith Carno qui oppose le roi Nechtan à Oengus Ier, où il est le fils de Drostan né d'une autre union. Il n'est pas assuré qu'un autre fils de Der-Ilei nommé Ciniod (mort en 713) soit issu de ce mariage.
Dans la mesure où Bruide, le fils de Dargart, est évidemment un adulte en 696 et que Talorgan mac Drostan, n'apparait pas dans les sources avant 713, on estime que Der-Ilei a épousé  Drostan après la mort de Dargart.

## Sources de la traduction
- (en) Cet article est partiellement ou en totalité issu de l’article de Wikipédia en anglais intitulé « Der-Ilei » (voir la liste des auteurs).